# Distretto di Bab El Assa
Il distretto di Bab El Assa è un distretto della provincia di Tlemcen, in Algeria. Confina a nord con il mar Mediterraneo, ad ovest con il distretto di Marsa Ben M'Hidi e il Marocco, a sud con il distretto di Maghnia, ed ad ovest con il distretto di Nedroma e il distretto di Ghazaouet.

## Comuni
Il distretto di Maghnia comprende 3 comuni:
- Bab El Assa, capoluogo del distretto.
- Souani
- Souk Tlata